# Eugenio Frola
Eugenio Frola (Montanaro, 27 settembre 1906 – Torino, 6 maggio 1962) è stato un matematico italiano.

## Biografia
Si laureò prima in ingegneria civile al Politecnico di Torino nel 1929, poi in matematica nel 1933, presso l'Università di Torino. Fu poi assistente di Giuseppe Albenga alla cattedra di scienza delle costruzioni del Politecnico di Torino, quindi, dopo la seconda laurea in matematica, assistente di Guido Fubini e Francesco Giacomo Tricomi all'Università di Torino. In seguito, fu nominato professore di geometria descrittiva al Politecnico di Torino nonché di matematiche complementari e di matematiche elementari da un punto di vista superiore all'Università di Torino.
Tra il 1932 e il 1955, Frola pubblicò 37 lavori scientifici, molti dei quali apparvero negli atti dell'Accademia delle Scienze di Torino e dell'Accademia dei Lincei.
Frola ebbe molteplici interessi, occupandosi di analisi infinitesimale, di scienza delle costruzioni, dei fondamenti della teoria dell'elasticità, delle applicazioni della matematica all'economia e all'ingegneria, ma anche della lingua paali e della storia delle religioni, in particolare del pensiero buddista.
Socio dell'Accademia delle Scienze di Torino dal 1940, nel 1947 fu uno dei fondatori del Centro di studi metodologici di Torino.